# Ptychotis
Genre
Classification phylogénétique
Ptychotis est un genre de plantes à fleurs de la famille des Apiaceae. Ce sont des plantes herbacées.

## Liste d'espèces
- Ptychotis saxifraga